# Острог (Бурятия)
Остро́г — село в Прибайкальском районе Бурятии. Входит в сельское поселение «Итанцинское».

## География
Расположено на республиканской автодороге 03К-019, на правом берегу реки Итанцы при её впадении в Селенгу. Расстояние по автодороге до райцентра, села Турунтаево, расположенного выше по течению Итанцы в восточном направлении, — 13 км. В 2 км западнее села находится паромная переправа через Селенгу, на другом берегу которой расположен посёлок Татаурово с одноимённой станцией на Транссибе.

## История
См. Итанцинский острог

## Население
| 2002 | 2010 |
| ---- | ---- |
| 109  | ↘100 |